# 華鳥礼良
華鳥 礼良（かとり れいら、10月17日 - ）は、元宝塚歌劇団星組の娘役。
熊本県宇城市、熊本信愛女学院高等学校出身。身長164cm。血液型B型。愛称は「ほっしー」、「ほしのちゃん」。

## 来歴
2009年、宝塚音楽学校入学。
2011年、宝塚歌劇団に97期生として次席入団。星組公演「ノバ・ボサ・ノバ／めぐり会いは再び」で初舞台。
2012年、組まわりを経て星組に配属。
2016年、北翔海莉・妃海風トップコンビ退団公演となるショー「ロマンス!!」で、初のエトワールに抜擢。その後も3度に渡ってエトワールを務める。
2019年3月24日、「霧深きエルベのほとり／ESTRELLAS」東京公演千秋楽をもって、宝塚歌劇団を退団。
退団後は歌手やボイストレーナーとしての活動の他に、星乃名義でYouTubeでカバー曲の配信も行っている。

## 宝塚歌劇団時代の主な舞台

### 初舞台
- 2011年4 - 5月、星組『ノバ・ボサ・ノバ』『めぐり会いは再び』（宝塚大劇場のみ）[2]

### 組まわり
- 2011年7 - 10月、月組『アルジェの男』『Dance Romanesque（ダンス ロマネスク）』

### 星組時代
- 2012年5 - 8月、『ダンサ セレナータ』『Celebrity』
- 2012年9月、『琥珀色の雨にぬれて』 - ジル『Celebrity』（全国ツアー）
- 2012年11 - 2013年2月、『宝塚ジャポニズム〜序破急〜』『めぐり会いは再び2nd〜Star Bride〜』『Étoile de TAKARAZUKA（エトワール ド タカラヅカ）』 - 新人公演：プティットアミ（本役：城妃美伶）
- 2013年3 - 4月、『南太平洋』（ドラマシティ・日本青年館） - スー・イエーガー
- 2013年5 - 8月、『ロミオとジュリエット』
- 2013年10月、『日のあたる方（ほう）へ』（ドラマシティ・日本青年館）
- 2014年1 - 3月、『眠らない男・ナポレオン-愛と栄光の涯（はて）に-』 - 新人公演：エリザ（本役：夢妃杏瑠）[2]
- 2014年5 - 6月、『太陽王〜ル・ロワ・ソレイユ〜』（東急シアターオーブ）
- 2014年7 - 10月、『The Lost Glory -美しき幻影-』 - 新人公演：ディアナの伯母（本役：毬乃ゆい）『パッショネイト宝塚!』[2]
- 2014年11 - 12月、『風と共に去りぬ』（全国ツアー） - 令嬢
- 2015年2 - 5月、『黒豹（くろひょう）の如（ごと）く』 - 新人公演：パルメロ夫人（本役：毬乃ゆい）『Dear DIAMOND!!』
- 2015年6 - 7月、『キャッチ・ミー・イフ・ユー・キャン』（赤坂ACTシアター・ドラマシティ）
- 2015年8 - 11月、『ガイズ&ドールズ』 - 新人公演：クバーナの女（本役：音波みのり）／ホット・ドールズ（本役：妃白ゆあ）
- 2016年1月、『鈴蘭（ル・ミュゲ）-思い出の淵から見えるものは-』（バウホール） - アデール
- 2016年3 - 6月、『こうもり』 - 新人公演：ロザリンデ（本役：夢妃杏瑠）『THE ENTERTAINER!』[2]
- 2016年6月、『Bow Singing Workshop〜星〜』（バウホール）
- 2016年8 - 11月、『桜華に舞え』 - 中村貞、新人公演：愛奈姫（本役：真彩希帆）『ロマンス!! (Romance)』 初エトワール[2]
- 2017年1月、『オーム・シャンティ・オーム-恋する輪廻-』（東京国際フォーラム） - カリシュマ
- 2017年3 - 6月、『THE SCARLET PIMPERNEL（スカーレット ピンパーネル）』 - ペギー／民衆、新人公演：ドゥ・トゥルネー伯爵夫人（本役：万里柚美）／イザベル（本役：白妙なつ）
- 2017年7 - 8月、『オーム・シャンティ・オーム-恋する輪廻-』（梅田芸術劇場） - カリシュマ
- 2017年9 - 12月、『ベルリン、わが愛』 - 観客、新人公演：ジョセフィン・ベイカー（本役：夏樹れい）『Bouquet de TAKARAZUKA（ブーケ ド タカラヅカ）』
- 2018年2月、『うたかたの恋』 - ツェヴェッカ伯爵夫人『Bouquet de TAKARAZUKA（ブーケ ド タカラヅカ）』（中日劇場） エトワール[2]
- 2018年4 - 7月、『ANOTHER WORLD』 - 小野小町『Killer Rouge（キラー ルージュ）』
- 2018年8 - 9月、『New Wave!-星-』（バウホール）
- 2018年10月、『デビュタント』（バウホール） - フィービー[2]
- 2019年1 - 3月、『霧深きエルベのほとり』 - エリカ『ESTRELLAS（エストレ―ジャス）〜星たち〜』 退団公演、エトワール[2]

### 出演イベント
- 2012年12月、タカラヅカスペシャル2012『ザ・スターズ!〜プレ・プレ・センテニアル〜』[注釈 1]
- 2014年10月、『演劇人祭 特別篇』[注釈 2]